# Майерс, Сандра
Сандра (Сэнди) Майерс Браун (англ. Sandra "Sandy" Myers Brown; род. 9 января 1961, Little River, Канзас) — испанская легкоатлетка американского происхождения, специалистка по бегу на короткие дистанции. Выступала за сборные США (1981) и Испании (1988—1996) по лёгкой атлетике. Двукратная чемпионка Европы в помещении, обладательница бронзовой медали чемпионата мира, многократная победительница и призёрка первенств национального значения, действующая рекордсменка Испании в нескольких спринтерских дисциплинах, участница двух летних Олимпийских игр. Также известна как профессор музыковедения и политик.

## Биография
Сандра Майерс родилась 9 января 1961 года в поселении Литтл-Ривер, штат Канзас. Занималась лёгкой атлетикой во время учёбы в Универсиатете штата Калифорния в Нортридже, неоднократно принимала участие в различных студенческих соревнованиях в составе университетской команды.
В 1981 году одержала победу на чемпионате США в беге на 400 метров с барьерами и, попав в состав американской национальной сборной, выступила на Кубке мира в Риме, где в той же дисциплине стала седьмой.
В университете получила степень бакалавра искусств по классу фортепиано, некоторое время преподавала музыку, затем уехала учиться в Испанию, окончила Мадридскую консерваторию. Автор ряда научных работ в области музыковедения.
На спортивном поприще из-за травмы долгое время не показывала сколько-нибудь значимых результатов, пока в 1987 году не получила испанское гражданство и не стала выступать за национальную сборную Испании.
Так, в 1988 году Майер представляла Испанию на чемпионате Европы в помещении в Будапеште, где бежала 60 метров и прыгала в длину. Успешно выступила на иберо-американском чемпионате в Мехико, откуда привезла две золотые награды и одну бронзовую. Благодаря череде удачных выступлений удостоилась права защищать честь страны на летних Олимпийских играх в Сеуле — в беге на 100 метров с результатом 11,86 остановилась уже на предварительном квалификационном этапе.
В 1989 году на Кубке мира в Барселоне была шестой на дистанции 100 метров и пятой в эстафете 4 × 100 метров.
В 1990 году в беге на 200 метров финишировала четвёртой на чемпионате Европы в помещении в Глазго и на чемпионате Европы в Сплите. На иберо-американском чемпионате в Манаусе получила золотую и две серебряные награды.
В 1991 году завоевала серебряную медаль на дистанции 400 метров на чемпионате мира в Севилье, уступив в финале только американке Дайан Диксон, и стала четвёртой в эстафете 4 × 400 метров. На чемпионате мира в Токио в той же дисциплине взяла бронзу.
На чемпионате Европы в помещении 1992 года в Генуе превзошла всех соперниц на дистанции 400 метров и завоевала золото.
В 1993 году в 400-метровой дисциплине была четвёртой на чемпионате мира в помещении в Торонто и шестой на чемпионате мира в Штутгарте.
На чемпионате Европы 1994 года в Хельсинки не смогла пройти дальше предварительного квалификационного забега.
В 1995 году бежала 400 метров на чемпионате мира в помещении в Барселоне и на чемпионате мира в Гётеборге.
В 1996 году добавила в послужной список золотую награду, выигранную в беге на 200 метров на чемпионате Европы в помещении Стокгольме. Участвовала в Олимпийских играх в Атланте, где в дисциплинах 200 и 400 метров дошла до четвертьфинала и полуфинала соответственно. По окончании атлантской Олимпиады завершила спортивную карьеру.
После завершения спортивной карьеры осталась в Испании, занималась политической деятельностью в составе Народной партии, занимала должность советника по вопросам образования в городском совете Саламанки, избиралась депутатом Мадридской ассамблеи. Была замужем за испанским тренером по лёгкой атлетике Хавьером Эчарри, от которого имеет троих детей.